# Węgry na Zimowych Igrzyskach Olimpijskich 1948
Węgry na Zimowych Igrzyskach Olimpijskich 1948 reprezentowało 22 zawodników: 17 mężczyzn i pięć kobiet. Był to piąty start reprezentacji Węgier na zimowych igrzyskach olimpijskich. Para sportowa Andrea Kékesy i Ede Király w łyżwiarstwie figurowym zdobyła pierwszy srebrny medal na zimowych igrzyskach olimpijskich dla reprezentacji Węgier.

## Zdobyte medale
| Medal  | Zawodnik                  | Dyscyplina           | Konkurencja   | Rezultat   |
| ------ | ------------------------- | -------------------- | ------------- | ---------- |
| Srebro | Andrea Kékesy, Ede Király | Łyżwiarstwo figurowe | pary sportowe | 11,109 pkt |

## SKład kadry

### Biegi narciarskie
Mężczyźni
| Konkurencja   | Zawodnik            | czas    | Pozycja |
| ------------- | ------------------- | ------- | ------- |
| Bieg na 18 km | András Harangvölgyi | 1:28:10 | 49.     |
| Bieg na 18 km | Imre Beták          | 1:29,24 | 57.     |

### Łyżwiarstwo figurowe
| Zawodnik                  | Konkurencja   | Nota    | Pozycja |
| ------------------------- | ------------- | ------- | ------- |
| Mária Saáry               | Solistki      | 140,944 | 17.     |
| Éva Lindner               | Solistki      | 134,188 | 21.     |
| Ede Király                | Soliści       | 174,400 | 5.      |
| Andrea Kékesy Ede Király  | Pary sportowe | 11,109  | srebro  |
| Marianna Nagy László Nagy | Pary sportowe | 9,909   | 7.      |

### Łyżwiarstwo szybkie
Mężczyźni
| Zawodnik       | Konkurencja   | Konkurencja   | Konkurencja    | Konkurencja    | Konkurencja    | Konkurencja    | Konkurencja      | Konkurencja      |
| Zawodnik       | Bieg na 500 m | Bieg na 500 m | Bieg na 1500 m | Bieg na 1500 m | Bieg na 5000 m | Bieg na 5000 m | Bieg na 10 000 m | Bieg na 10 000 m |
| Zawodnik       | Czas          | Miejsce       | Czas           | Miejsce        | Czas           | Miejsce        | Czas             | Miejsce          |
| -------------- | ------------- | ------------- | -------------- | -------------- | -------------- | -------------- | ---------------- | ---------------- |
| Janós Kilián   | 44,8          | 14.           | 2:22,5         | 15.            |                |                | 20:23,8          | 16.              |
| Kornél Pajor   | 45,7          | 21.           | 2:22,2         | 14.            | 8:45,2         | 10.            | 17:45,6          | 4.               |
| Ákos Elekfy    | 46,8          | 34.           |                |                | 9:18,6         | 29.            |                  |                  |
| Iván Ruttkay   | 47,4          | 37.           | 2:21,2         | 10.            | 8:46,9         | 13.            | 20:16,5          | 15.              |
| Gedeon Ladányi |               |               | 2:31,3         | 39.            | 9:30,2         | 35.            |                  |                  |

### Narciarstwo alpejskie
Mężczyźni
Zjazd
| Zawodnik      | Czas   | Miejsce |
| ------------- | ------ | ------- |
| Péter Szikla  | 3:30,4 | 48.     |
| Sándor Mazány | 3:31,4 | 49.     |
| Tamás Székely | 3:36,0 | 52.     |
| Károly Kővári | 3:49,1 | 65.     |
| György Libik  | 3:55,3 | 77.     |
| Lajos Máté    | 4:09,0 | 84.     |

Slalom specjalny
| Zawodnik      | Czas 1. przejazdu | Czas 2. przejazdu        | Łączny czas              | Pozycja                  |
| ------------- | ----------------- | ------------------------ | ------------------------ | ------------------------ |
| Péter Szikla  | 1:15,1            | 1:14,1                   | 2:29,2                   | 25.                      |
| Tamás Székely | 1:26,9            | 1:15,8                   | 2:42,7                   | 35.                      |
| Lajos Máté    | 1:40,1            | 1:20,5                   | 3:00,6                   | 48.                      |
| György Libik  | Dyskwalifikacja   | Nie ukończył konkurencji | Nie ukończył konkurencji | Nie ukończył konkurencji |

Kombinacja
| Zawodnik      | Zjazd  | Zjazd   | Zjazd  | Slalom            | Slalom            | Slalom  | Slalom | Łącznie | Łącznie |
| Zawodnik      | Czas   | Pozycja | Punkty | Czas 1. przejazdu | Czas 2. przejazdu | Pozycja | Punkty | Punkty  | Pozycja |
| ------------- | ------ | ------- | ------ | ----------------- | ----------------- | ------- | ------ | ------- | ------- |
| Péter Szikla  | 3:30,4 | 35.     | 19,75  | 1:24,1            | 1:21,1            | 20.     | 9,39   | 29,14   | 30.     |
| Tamás Székely | 3:36,0 | 37.     | 22,62  | 1:28,4            | 1:20,9            | 35.     | 15,17  | 37,79   | 35.     |
| Károly Kővári | 3:49,1 | 49.     | 29,91  | 1:32,5            | 1:24,2            | 40.     | 18,44  | 48,35   | 46.     |
| Lajos Máté    | 4:09,0 | 84.     | 40,83  | 2:19,3            | 1:46,2            | 66.     | 48,79  | 89,62   | 66.     |

Kobiety
Zjazd
| Zawodnik    | Czas   | Miejsce |
| ----------- | ------ | ------- |
| Anikó Iglói | 3:07,1 | 36.     |

Slalom specjalny
| Zawodnik    | Czas 1. przejazdu | Czas 2. przejazdu | Łączny czas | Pozycja |
| ----------- | ----------------- | ----------------- | ----------- | ------- |
| Anikó Iglói | 1:30,2            | 1:18,7            | 2:48,9      | 22.     |

Kombinacja
| Zawodnik    | Zjazd  | Zjazd   | Zjazd  | Slalom                  | Slalom                    | Slalom                    | Slalom                    | Łącznie                   | Łącznie                   |
| Zawodnik    | Czas   | Pozycja | Punkty | Czas 1. przejazdu       | Czas 2. przejazdu         | Pozycja                   | Punkty                    | Punkty                    | Pozycja                   |
| ----------- | ------ | ------- | ------ | ----------------------- | ------------------------- | ------------------------- | ------------------------- | ------------------------- | ------------------------- |
| Anikó Iglói | 3:07,1 | 28.     | 24,34  | Nie ukończyła przejazdu | Nie ukończyła konkurencji | Nie ukończyła konkurencji | Nie ukończyła konkurencji | Nie ukończyła konkurencji | Nie ukończyła konkurencji |

### Skoki narciarskie
Mężczyźni
| Skoczek       | Skok 1    | Skok 2                   | Nota                     | Pozycja                  |
| Skoczek       | odległość | odległość                | Nota                     | Pozycja                  |
| ------------- | --------- | ------------------------ | ------------------------ | ------------------------ |
| Ferenc Hemrik | 53,0      | 61,0                     | 183,3                    | 34.                      |
| Pál Ványa     | DNF       | Nie ukończył konkurencji | Nie ukończył konkurencji | Nie ukończył konkurencji |